# Comunauté des Religieuses Filles de Notre Dame du Cap-Français
Comunauté des Religieuses Filles de Notre Dame du Cap-Francais var ett kloster i nuvarande Cap-Haïtien på Haiti, dåvarande Cap-Francais i Saint-Domingue. Det omfattade en asyl för kvinnor och en skola för flickor och var aktivt från 1731 till 1793.
Orden hade grundats i Bordeaux i Frankrike år av Mère Jeanne Lestonnac, brors/systerdotter till Michel de Montaigne, och etablerades formellt i november 1731 i Cap-Francais, kolonins dåvarande huvudstad: nunnorna anlände dock inte till Cap förrän år 1733, då klostret i realiteten etablerades. Orden stod nära jesuiterna och blev i Saint-Domingue kända som jesuitine.  Dess medlemmar bar helsvart ämbetsdräkt. De försörjde sig främst på inkomsterna från en plantage strax utanför staden.
Klostret låg med ena sidan mot den offentliga parken mittemot regeringsbyggnaden Le Gouvernement i Cap-Francais. Det räknades som en av kolonins offentliga institutioner, och dess syfte var uttryckligen att fungera som en asyl för kvinnor: det hade en skyldighet att fungera om härbärge för alla behövande och utstötta kvinnor som ansökte om en plats, och anlitades främst av frånskilda kvinnor, eller kvinnor som hade separerat från sina män. Under 1780-talet räknade klostret till 18 nunnor och noviser, och mellan 40- och 50 kvinnliga gäster.
Klostret bedrev också kolonins enda bekräftade skola för flickor, och lärde ut läsning, skrivning och aritmetik till främst elever från staden. Denna undervisning var öppen för både vita, färgade och fria svarta. Abbedissan Marie de Cambolas (1694–1757) hade särskilt engagerat sig i att undervisningen också skulle stå öppen för icke vita elever. En av dess elever var den så kallade "prinsessan Amethyst", som blev känd för att ha rekryterat flera av skolans elever till Dutty Boukmans voodoo-kult vid utbrottet av revolutionen på Haiti 1791: enligt nunnorna hade dessa elever lämnat skolan om nätterna och dansat voodudanser med Boukman i utkanten av staden. Detta blev föremål för en undersökning från kyrkans sida.
Klostret upphörde troligen när Cap-Francais brändes ned under Slaget vid Cap-Français i juni 1793.     